# Víctor Paredes Ruíz
Víctor Paredes Ruiz fue un médico y político peruano. 
Fue elegido senador por el departamento del Cusco en 1956 con 6248 votos en las Elecciones de 1956 en los que salió elegido por segunda vez Manuel Prado Ugarteche.